# Ann Leckie
Ann Leckie (geboren in 1966) is een Amerikaans auteur van scifi- en fantasyliteratuur. Haar debuutroman Het recht van de Radch in 2013 won de Hugo Award, de British Science Fiction Award, de Arthur C. Clarke Award, de Nebula Award en de Locus Award for Best First Novel. Ook haar vervolgromans werden goed ontvangen. Naast romans schrijft ze ook korte verhalen.
Leckie groeide op in St. Louis in Missouri, waar ze al op jonge leeftijd sciencefictionwerken schreef. De meeste hiervan werden niet gepubliceerd. Na de geboorte van haar kinderen nam ze weer de tijd om te gaan schrijven en ditmaal was ze meer succesvol.
Haar boeken zijn naar het Nederlands vertaald door Mariëtte van Gelder.

### Imperial Radch-trilogie
- Ancillary Justice (2013) (nl: Het recht van de Radch) Bekroond met een Hugo Award en een Nebula award[1]
- Ancillary Sword (2014) (nl: Het zwaard van de Radch) Bekroond met de Locus Award SF
- Ancillary Mercy (2015) (nl: De genade van de Radch) Bekroond met de Locus Award SF

### Andere werken
- Provenance (2017)
- The Raven Tower (2019)

### Korte verhalen
- Night's Slow Poison (2014)
- She Commands Me and I Obey (2014)

- Bibsys: 1483107588191
- Biblioteca Nacional de España: XX5527488
- Bibliothèque nationale de France: cb16999710t (data)
- Gemeinsame Normdatei: 1067154620
- International Standard Name Identifier: 0000 0000 7418 5723
- Library of Congress Control Number: n2013008575
- MusicBrainz: a009fac0-ec71-4256-a4d6-b82989fa2c63
- Bibliotheek van het Japanse parlement: 001218734
- Nationale Bibliotheek van Tsjechië: xx0202595
- Nationale Bibliotheek van Israël: 987007350764505171
- Nationale en Universitaire bibliotheek Zagreb: 000775251
- Nederlandse Thesaurus van Auteursnamen: 371419069
- Réseau des bibliothèques de Suisse occidentale: 02-A025821848
- Système universitaire de documentation: 177601663
- Virtual International Authority File: 73520345
- WorldCat: E39PBJwd8Ymj74DFtkvpkmvPwC